# 大學生研經宣教會
大學生研經宣教會 （页面存档备份，存于）（簡稱U.B.F.）是一個非宗派的校園福音組織。它的使命在於藉著向大專學生及年青人傳揚耶穌基督的福音，興起他們成為耶穌的門徒，能活出為福音犧牲的精神，並對其身處之社會及其所屬之國家作出貢獻。「大學生研經宣教會」亦透過興起平信徒宣教士，差派他們往普天下去，服侍世界宣教事工。
為此，「大學生研經宣教會」主要使命，在於教導大專學生及年青人聖經，幫助他們能夠按照聖經的教導生活，並實踐耶穌的世界宣教命令 (使徒行傳1:8)。大學生研經宣教會乃是一個主流的福音組織，並積極獻身於向大學生傳福音的事工。
該教會的目標是教導大學生聖經，栽培宣教士到其他地方傳播基督教，其主要目標為中國、北韓和回教國家，並於2041年前，派10萬位宣教士到233個國家傳播基督教。

## 信仰宣言
我們信獨一及三位一體的　神：聖父、聖子及聖靈。
我們信　神創造天地及宇宙萬物；我們信　神是萬物的主宰；我們信至高的　神將祂自己表明出來；我們信　神的救贖工作及最後審判。
我們信聖經是　神所默示的；我們信聖經是真理；我們信聖經是信仰及生活的最高權威。
我們信自亞當犯罪墮落，所有人皆在罪惡的捆綁及權勢之下，該受　神的審判及震怒。
我們信耶穌基督是　神亦是人，為我們的罪作了挽回祭，在十字架上受死及復活，作惟一救恩的道路；我們信惟獨耶穌基督拯救我們脫離罪和審判，潔淨我們因罪而來的污穢。
我們信耶穌基督從死裏復活，升天，坐在　神寶座的右邊。
我們信重生乃是聖靈的工作，人必須重生才能進入　神的國。我們信　神差遣聖靈，賜教會能力為耶穌作見證直到地極。
我們信我們稱義是本乎恩，也因著信。
我們信聖靈在每個信徒心裏運行，引領信徒。
我們信教會是基督的身子，信徒乃基督的肢體。
我們信耶穌基督將要在榮耀中再臨，審判活人死人。

## 起源
「大學生研經宣教會」創立於1961年9月1日。當時韓國正值陷入「四一九」全國性大示威及「五一六」政變後的社會混亂中。因社會動蕩不安，以及越趨墮落的價值觀影響，本應作國家未來領袖的韓國大專學生，卻陷入極深的絕望之中。那時，畢業於長老會神學院的李撒母耳博士 (Dr. Samuel Lee, 1931-2002) 在光州 (Kwangju) 的大仁教會(Daein Church) 中事奉。在那裏，李博士遇見白撒拉宣教士 (Missionary Sarah Barry)。她是以自願性質來幫助這被戰爭蹂躪的韓國，並由美國南部長老會，世界宣教委員會差派來作宣教士。
兩位牧者負同一信念，幫助韓國以及全世界的最佳方法，就是將信心和盼望的種子，栽種在年青的大專學生心裏，栽培他們擁有將生命施予給人的精神，成長為未來的領袖。故此，兩位牧者擁有禱告題目：「聖經、韓國、世界宣教」(Bible Korea, World Mission)，並與大專學生們查考聖經。這就是「大學生研經宣教會」的起源。

## 爭議
一些外部觀察員和前成員將 UBF 的做法描述為有爭議的。
在加拿大和美國，有一些大學限制了UBF的校園佈道工作，如溫尼伯大學（1989），曼尼托巴大學（1991） 和伊利諾伊大學（1993）。在1991年，羅納德·恩羅斯出版的“虐待教會”一書中，UBF 被用作一個案例研究，案例講述了 UBF 是“精神虐待”的基督教教會和對教友產生的影響。反邪教研究員 Ruth Tucker 未能支持恩羅斯的書，因為她覺得他的研究策略存在缺陷，原因是由於片面的證言導致了不公平的指控。她還辯稱，Enroth和其他反邪教調查人員的研究基於不幸的前成員，並沒有試圖通過自己研究組織來抵制指控。
2003年，伊利諾伊州惠頓學院舉辦了一次由 UBF 組織的會議，促使當地一家報紙調查該群體在精神上濫用和過於專制的指控。2016年，加拿大不列顛哥倫比亞省維多利亞大學校園內出現了類似邪教活動的問題，但大學無法核實這一指控。
截至2016年，UBF繼續列入美國幾個狂熱觀察團體的名單，如護教學指數，和新英格蘭宗教研究所。

## 外部連結
- 官方網頁 English （页面存档备份，存于）
- 官方網頁 （页面存档备份，存于）

1. ↑  Wendy Stephenson, "Cult personality draws people to Fellowship: Ex-Cult Member Still Feels Fear" （页面存档备份，存于）, The Winnipeg Sun, Vol. 10, No.90, Tuesday, April 17, 1990, page 5
2. ↑  Greg Reage, "Shepherds no band of simple country folk" （页面存档备份，存于）, The Manitoban, VOL. LXXVIII No.9, PAGE 5, October 3, 1990
3. ↑  Hayward, Paul. . The Manitoban (Winnipeg, Canada: Manitoban Newspaper Publications Corporation). 1990-09-05: 12–13  [2009-04-03]. （原始内容存档于2021-01-18）.
4. ↑  The Silhouette (the student newspaper of McMaster University), February 7, 1991 (Vol. 61, No.22) Page 11
5. ↑  Daniel Buckman, "UIC worries about cult recruitment; three cases this fall" （页面存档备份，存于）, UIC News, 12/1/93
6. ↑  Ronald Enroth, Churches That Abuse （页面存档备份，存于）, Zondervan, 1992
7. ↑  Tucker, Ruth.  22 (102). Cornerstone Magazine. 1994  [2019-04-16]. （原始内容存档于2007-03-20）.
8. ↑  Carmen Greco, Jr., "Cult Worries Surround Bible Group （页面存档备份，存于）", Daily Herald (Chicago), 21 July 2003
9. ↑  O'Brien, Cormac. . The Martlet. 9 June 2016  [26 November 2016]. （原始内容存档于2020-11-08）.
10. ↑  . Apologetics Index.   [26 November 2016]. （原始内容存档于2021-02-08）.
11. ↑  . NEIRR. October 8, 2008  [26 November 2016]. （原始内容存档于2019-04-21）.